# Jorge Eliécer Gaitán
Jorge Eliécer Gaitán Ayala (Bogota, 23 januari 1898 - aldaar, 9 april 1948) was een Colombiaanse advocaat en populair politicus van links-liberale signatuur. Zijn moorddood had een aanzienlijke invloed op de politieke situatie in Colombia gedurende de tweede helft van de 20e eeuw. 
Jorge Eliécer Gaitán begon in 1920 zijn studie rechten en sociale wetenschappen aan de Universidad Nacional. In 1924 behaalde hij zijn advocatentitel en vervolgde zijn studie aan de Koninklijke Universiteit in Rome, waar hij een doctoraat in de rechten behaalde.
Gedurende zijn loopbaan bekleedde Gaitán verschillende, soms kortdurende, invloedrijke functies. In een tijdsbestek van 19 jaar werd hij achtereenvolgens verkozen of benoemd tot afgevaardigde in de Volksvertegenwoordiging voor de Liberale Partij, voorzitter van de Volksvertegenwoordiging, rector van de Vrije Universiteit en richtte hij de Nationale Unie van Linkse Revolutionairen (UNIR) op. Na een teleurstellend verkiezingsresultaat van de UNIR keerde hij terug naar de Liberale Partij. Hij diende als burgemeester van Bogota, was lid van de Nationale Academie van Rechtswetenschap, maakte deel uit van de rechterlijke macht van het Hooggerechtshof, was Minister van Onderwijs, senator voor het departement Nariño, president van de Senaat, Minister van Arbeid en partijvoorzitter van de Liberale Partij. Daarnaast bleef hij ook als advocaat actief.
Gaitán stond bekend als een populistisch politicus, die wel werd beschuldigd van demagogie. Hij was retorisch vaardig en genoot grote populariteit onder de arme bevolking. Op 4 september 1929 initieerde Gaitán in de Volksvertegenwoordiging een debat over de verantwoordelijkheid voor het bloedbad onder de bananenarbeiders dat plaatsvond in december 1928. Hij werd de belangrijkste aanklager tegen de regering, generaal Cortés Vargas en de United Fruit Company. Dit debat droeg bij aan de val van de conservatieve regering.
In 1945 nam Gaitán deel aan de presidentsverkiezingen als onafhankelijke kandidaat, maar deze stap verdeelde de liberale stemmen, waardoor de verkiezingen verloren gingen aan de conservatief Mariano Ospina Pérez. Dit betekende het einde van een 16-jarige periode van liberaal bestuur.
In februari 1948 organiseerde hij de Mars van de Stilte in Bogota om te protesteren tegen het politieke geweld tijdens de burgeroorlog, bekend als "La Violencia". Tijdens deze mars sprak Gaitán de Smeekbede voor Vrede uit: "Voorkom geweld, meneer de president. We vragen u alleen om het menselijk leven te beschermen, het minste wat mensen kunnen vragen."

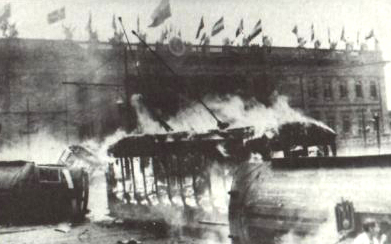
El Bogotazo, de opstand in Bogota na de moord

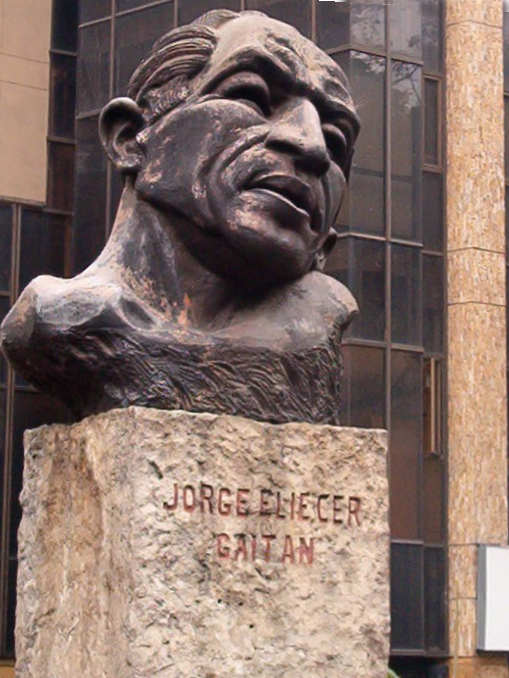
Buste van Jorge Eliécer Gaitán

Op 9 april 1948 werd Gaitán vermoord. Diezelfde dag nog werd de vermoedelijke dader, Juan Roa Sierra, door een woedende menigte gelyncht. De massa nam het centrum van de stad in, opende gevangenissen en viel overheidsgebouwen aan. De opstand was echter chaotisch en de politie en het leger onderdrukten het geweld met tanks en machinegeweren. Het geweld duurde meerdere dagen, waarbij honderden doden vielen (volgens sommige verslagen mogelijk duizenden). In Bogota werden honderden gebouwen in brand gestoken of vernield. Het oproer verspreidde zich naar andere steden en uiteindelijk naar het hele land. De moord op Gaitán veroorzaakte een hernieuwde escalatie van de "Violencia".

## Nasleep
Hoewel Juan Roa Sierra waarschijnlijk de moordenaar was, waren er ook verschillende beschuldigingen van samenzwering. Een commissie van Scotland Yard die werd ingeschakeld, vond echter geen bewijs voor een samenzwering.
De Colombiaanse regering beschuldigde twee Cubaanse studenten, Rafael del Pino en Fidel Castro, ervan deel te hebben genomen aan de brandstichtingen na de moord. Tijdens de moord vond de Pan-Amerikaanse Conferentie plaats in Bogota, waar alle Amerikaanse landen vertegenwoordigd waren. Fidel Castro was aanwezig in Bogota met de intentie om de conferentie te verstoren, maar er is geen bewijs voor zijn betrokkenheid bij de moord. Na de moord namen de conferentiedeelnemers een resolutie aan waarin ze het communisme veroordeelden (dit gebeurde tijdens de vroege jaren van de Koude Oorlog). Hierdoor werd de beschuldiging van de Colombiaanse regering dat de moord op Gaitán een communistisch complot was, gesteund. Er waren echter geen bewijzen voor deze bewering, en de communistische partij nam zelf ook niet deel aan de volksopstand die volgde op de moord.
De CIA beweerde dat Juan Roa Sierra familiebanden had met Eudoro Galarza Ossa, een journalist die was vermoord door luitenant Cortés. Gaitán had als advocaat de verdediging van de moordenaar op zich genomen en wist vrijspraak voor zijn cliënt te verkrijgen. Hij verdedigde Cortés op basis van het omstreden argument dat hij als militair op een legitieme manier de eer van het leger had verdedigd. Slechts een dag na de vrijspraak werd Gaitán vermoord. Voor wraak ontbreekt bewijs, en het is ook onwaarschijnlijk dat Juan Roa Sierra en Eudoro Galarza Ossa familiebanden hadden.
Persoonlijke wrok van Juan Roa Sierra kan een motief voor de moord zijn geweest. Roa had Gaitán om werk gevraagd, maar Gaitán nam hem niet serieus en adviseerde hem een brief aan de president te schrijven. Juan Roa Sierra, die overigens weinig scholing genoot, nam dit advies serieus en stuurde daadwerkelijk een brief. De dag voor de moord had Juan Roa Sierra herhaaldelijk geprobeerd om weer in contact te komen met Gaitán, maar hij werd niet meer toegelaten. Mogelijk voelde Juan Roa Sierra zich gekrenkt.
De complottheorie is nooit stevig onderbouwd. In werkelijkheid was het gewelddadige klimaat van de "Violencia" een belangrijke oorzaak van de moord. In zo'n klimaat kon elke instabiele persoon - Juan Roa Sierra dacht bijvoorbeeld dat hij de reïncarnatie was van generaal Francisco de Paula Santander - gemakkelijk tot een dergelijke gewelddadige daad worden gedreven.
Op de dag na de moord stemde de Liberale Partij in met het aanbod van president Ospina Pérez om deel te nemen aan de conservatieve regering, in een poging het geweld te beteugelen. Desondanks bereikte de "Violencia" na de moord zijn hoogtepunt en zou pas in de jaren 50 afnemen na de staatsgreep van generaal Gustavo Rojas Pinilla. Uit de "Violencia" ontstonden echter de guerrillagroepen FARC en ELN.

## Wetenswaardigheden
- Vanwege zijn huidskleur en bescheiden afkomst werd hij door zijn tegenstanders vaak El Negro genoemd.
- Er bestaat enige onduidelijkheid over zijn geboortejaar, waarbij sommige bronnen 1898 noemen en andere 1903.

- Bibliothèque nationale de France: cb127734107 (data)
- Catàleg d'autoritats de noms i títols de Catalunya: 981058595927506706
- Gemeinsame Normdatei: 120589672
- International Standard Name Identifier: 0000 0001 1809 9705
- Library of Congress Control Number: n81026437
- Nationale Bibliotheek van Tsjechië: jo2015867248
- Nationale bibliotheek van Australië: 35923553
- Nationale Bibliotheek van Israël: 987007341784005171
- Nationale Bibliotheek van Polen: a0000002253515
- Nederlandse Thesaurus van Auteursnamen: 070712719
- Système universitaire de documentation: 050838067
- Trove: 1147527
- Virtual International Authority File: 311112598